# Ricotta
Pour l’article homonyme, voir La Ricotta.

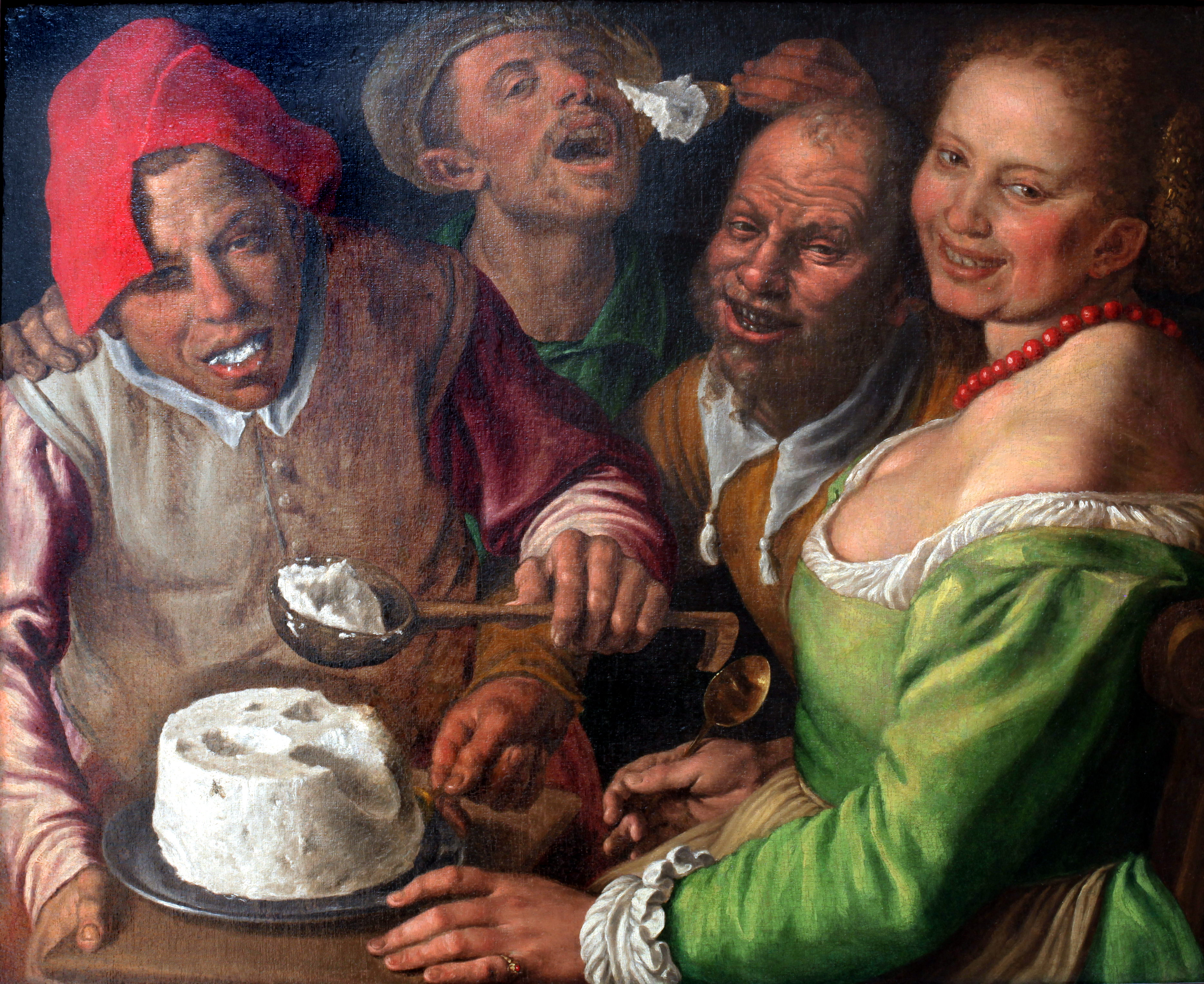
Les Mangeurs de ricotta (1580) de Vincenzo Campi (Musée des beaux-arts de Lyon).

Ricotta (qui en italien signifie « recuite ») est l'appellation usuelle d'une préparation laitière d'origine italienne,,, de fromage à pâte fraîche disponible dans presque toutes les régions d'Italie.
La ricotta est largement utilisée et fabriquée en Italie, mais l'appellation est également employée commercialement dans d'autres pays pour désigner des fromages fabriqués selon des recettes parfois éloignées de celle d'origine. Cette appellation faisant partie du domaine public et ne faisant l'objet d'aucune protection, elle peut donc être employée à travers le monde pour différents fromages.
Sa meilleure période de consommation s'étend de juin à septembre.

## Définition
La Commission canadienne du lait définit les fromages employant l'appellation « ricotta » comme faits à base de lait entier ou partiellement écrémé et non de petit-lait, d'abord lait de bufflonne et de brebis mais aussi de chèvre ou de vache. La fabrication se fait en deux phases, le caillage et la cuisson.
Pour le caillage, le lait est d'abord réchauffé à sa température naturelle d'environ 35 à 38 °C et est acidifié avec un produit acide comme du jus de citron ou du vinaigre. Ce sont les séroprotéines contenues dans la partie liquide du lait qui se séparent du petit-lait durant la précipitation ou caillage. À la différence du « caillé présuré » qui n'est pas cuit, la deuxième phase consiste en une cuisson à environ 80 à 85 °C pendant 15 à 20 min du « caillé de ricotta » pour obtenir la préparation finale récupérée par affleurement superficiel. Les protéines concernées sont, en particulier, l'albumine et la globuline. La cuisson est arrêtée 5 min pour consolider la couche superficielle qui est séparée par décantation du petit-lait ou lactosérum. C'est cette pâte fraîche qui est la base de préparation de tous les fromages classiques qui subissent en plus un affinage. Ici, c'est de la ricotta qui est recueillie pour être placée dans des paniers en osier ou des faisselles tronconiques pour permettre l'égouttage final du petit-lait pendant une journée, pour être mis ensuite à sécher dans un local frais.

## Méthodes d'obtention
Plusieurs méthodes d'obtention existent selon les pays, la qualité visée et les laits ou les petits-laits disponibles.
Un exemple : le lactosérum est porté entre 15 et 20 min à environ 80 à 90 °C pour déclencher une floculation. Les flocons (protéines albumine et globuline) sont récupérés au moyen d'une écumoire et déversés dans des faisselles en osier (si non commercialisée) ou en plastique pour l'égouttage. De nouvelles techniques utilisent la réaction de saturation par le sel permettant d'améliorer le rendement. La partie coagulée par réchauffement est déposée dans des récipients perforés pour permettre l'écoulement du liquide excédentaire.

## Production industrielle
Comme tous les fromages de lactosérum, la ricotta industrielle est un moyen de tirer parti du produit résultant de la fabrication du fromage de lait emprésuré : le lactosérum (ou sérum ou encore petit-lait). La matière première est donc ce produit laitier obligatoirement frais.[réf. nécessaire]
L'appellation « ricotta » faisant partie du domaine public, les recettes d'élaboration diffèrent selon les éleveurs-fromagers, les artisans-fromagers ou les usines laitières. Beaucoup de ces élaborations prévoient une certaine incorporation de lait et/ou d'eau durant la phase de cuisson, généralement à 40-55 °C, mais le lactosérum reste toujours en quantité majoritaire pour faire de la ricotta[réf. nécessaire].

## La ricotta italienne

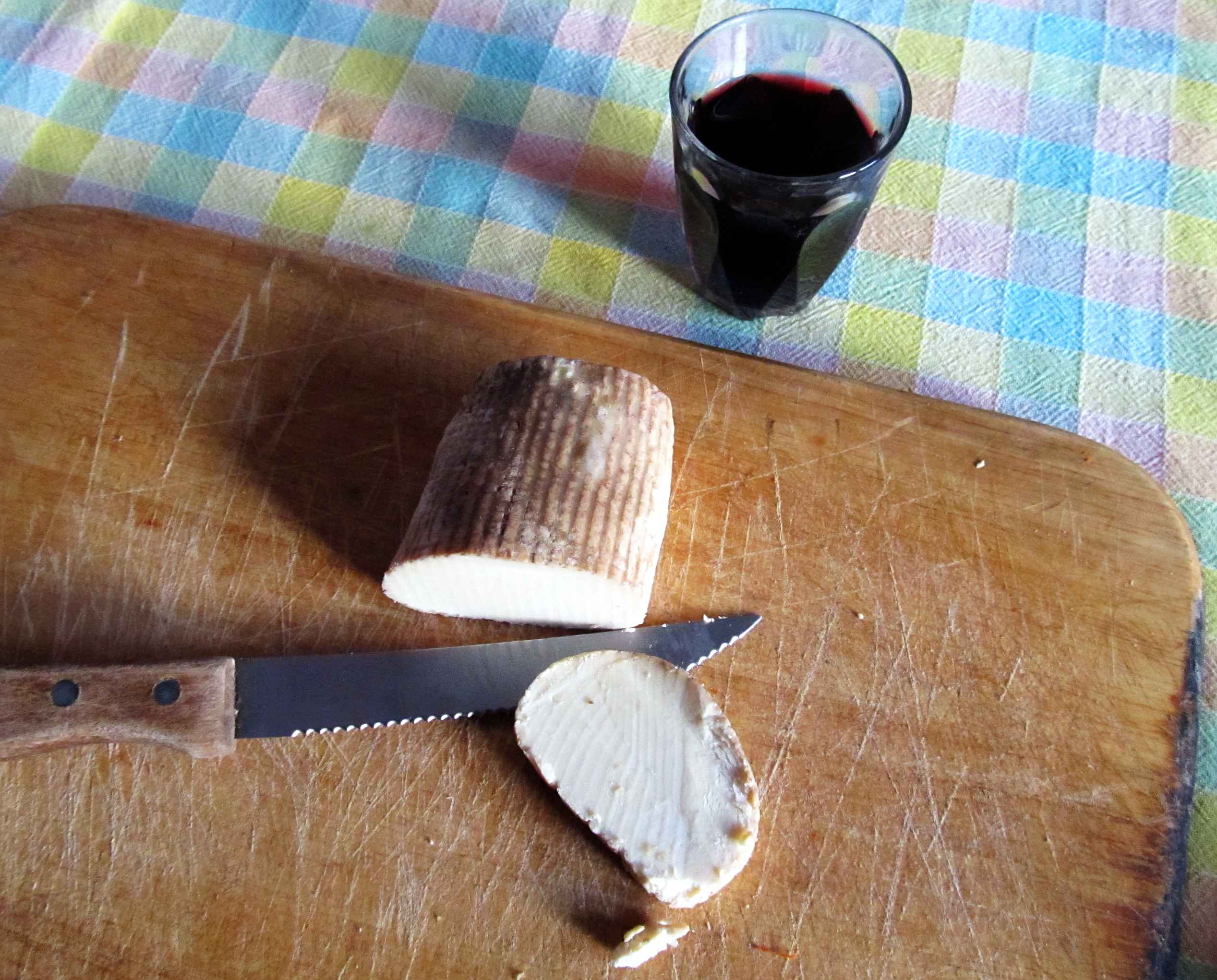
Ricotta fumée de la Sila (Calabre, Italie).

De manière traditionnelle, la ricotta était fabriquée en Italie dans le Piémont et la Lombardie, mais il en existe de nombreuses autres en Italie et deux appellations d'origines sont protégées au niveau européen grâce au label Appellation d'origine protégée (AOP) : la ricotta romana obtenue à partir de lactosérum de lait entier de brebis, provenant de la région du Latium et la ricotta di bufala campana, qui est obtenue à partir de lactosérum doux de lait entier de bufflonne provenant de certaines aires géographiques comprises dans les régions de Campanie, du Latium, des Pouilles et de Molise. Son goût étant très doux, elle est souvent mélangée à d'autres aliments goûteux (sucre, épinards…).

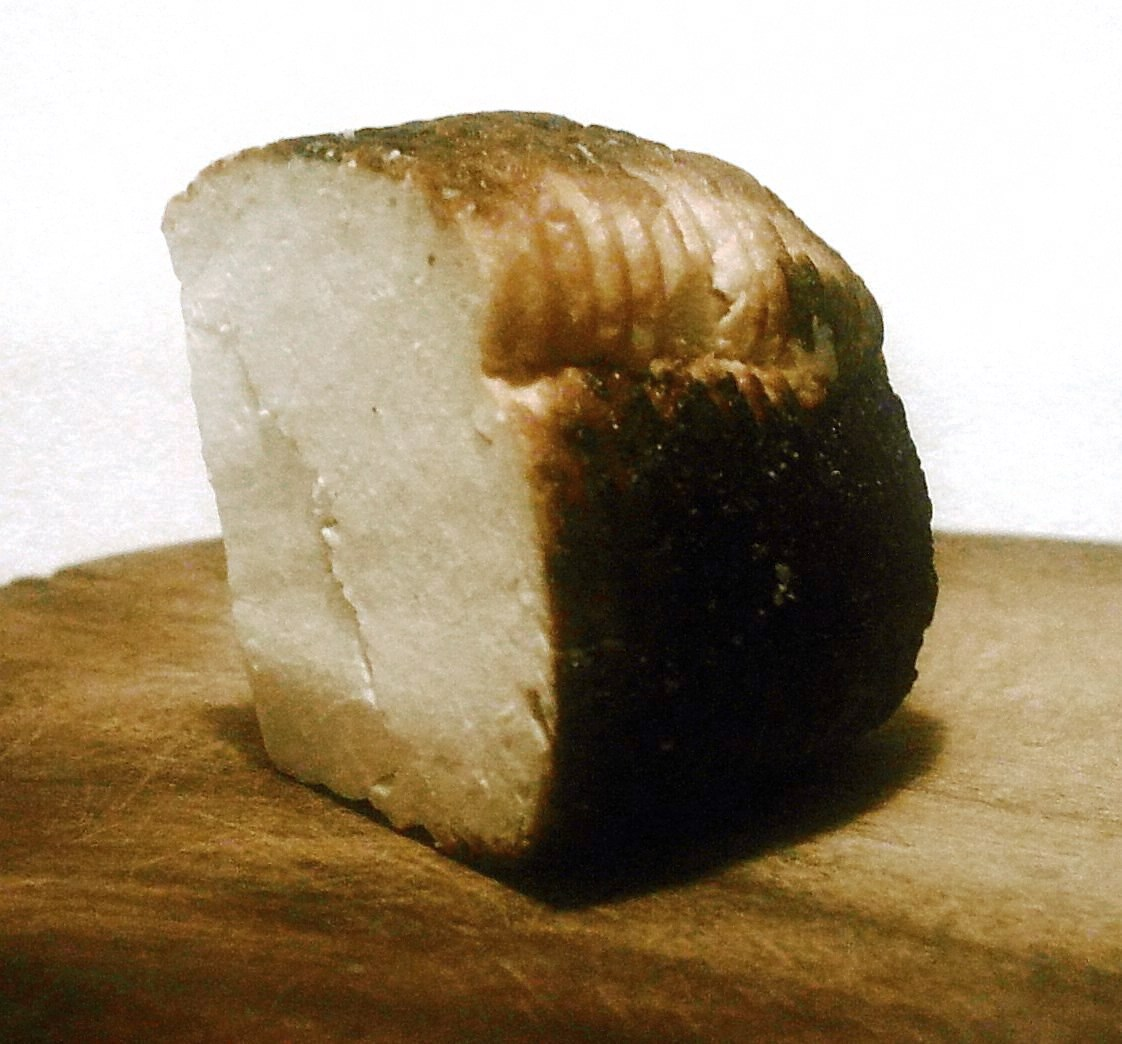
Ricotta salée passée au four.

La ricotta fait partie des ingrédients de très nombreuses préparations italiennes. Elle est utilisée en adjonction de certaines soupes ou potages, en base de farce pour certaines préparations sucrées et salées comme les cannoli, les cannellonis, les raviolis et les gnudi, mais aussi en adjonction dans certaines recettes de pâtes ou sur les pizzas.

## Appellations traditionnelles pour des fromages similaires à la ricotta
Il existe aussi des fromages de lactosérum anciens et similaires à la ricotta.

### En Belgique
La maquée est un fromage du terroir wallon à pâte fraîche.

### En France
En France se dégustent la recuite ou recuècha (Aveyron), le brocciu (Corse), la brousse ou brossa (Alpes méridionales et Provence), le sérac (Savoie et Jura), le breuilh ou greuil (Gascogne).

### À Malte
La irkotta est un fromage traditionnel et typique de l'archipel maltais sous forme d'une fabrication artisanale familiale généralement à partir de lait entier de brebis ou de chèvre. La différence avec sa consœur italienne tient dans l'utilisation pour sa fabrication de lait entier,. Elle est aussi fabriquée de façon industrielle au petit-lait (lactosérum) de vache résultant de la fabrication d'autres fromages industriels.
Elle est utilisée dans la cuisine maltaise dans de nombreuses préparations cuites ou crues, salées ou sucrées.

### En Roumanie
En Roumanie, la urdă (API : /'ur.də/), est là encore fabriquée à partir de petit-lait récupéré de la fabrication d'autres fromages. Sa texture et son goût diffèrent de ceux de la ricotta. Elle est presque toujours fabriquée dans des moules à la forme typique de demi-sphère.

### En Tunisie
En Tunisie, on trouve la goutta, originaire de Béja.

## Consommation
La meilleure période pour sa consommation s'étale de juin à septembre (mise au pré des bêtes) après un affinage de dix jours. Quand elle est industrielle, avec la désaisonnalisation du bétail d'élevage intensif fournissant du lait sans interruption, elle peut être produite toute l'année.
Elle peut se déguster telle quelle, salée ou sucrée, séchée ou fumée pour être utilisée râpée, crue ou cuite, elle rentre dans la préparation de nombreux plats des cuisines italienne ou maltaise.
La ricotta est presque toujours élaborée dans des moules à la forme typique de cône tronqué et vendue fraîche sous cette forme.

## Nutrition
La ricotta possède une faible teneur en matières grasses (environ 8 à 24 % sur poids total, 40 % sur poids sec) et peut, de ce fait, entrer dans la composition de beaucoup de régimes maigres. Elle fournit entre 130 et 240 kcal par 100 g.

## Source
- (it) Cet article est partiellement ou en totalité issu de l’article de Wikipédia en italien intitulé « Ricotta » (voir la liste des auteurs).